# Gwendoline Acason

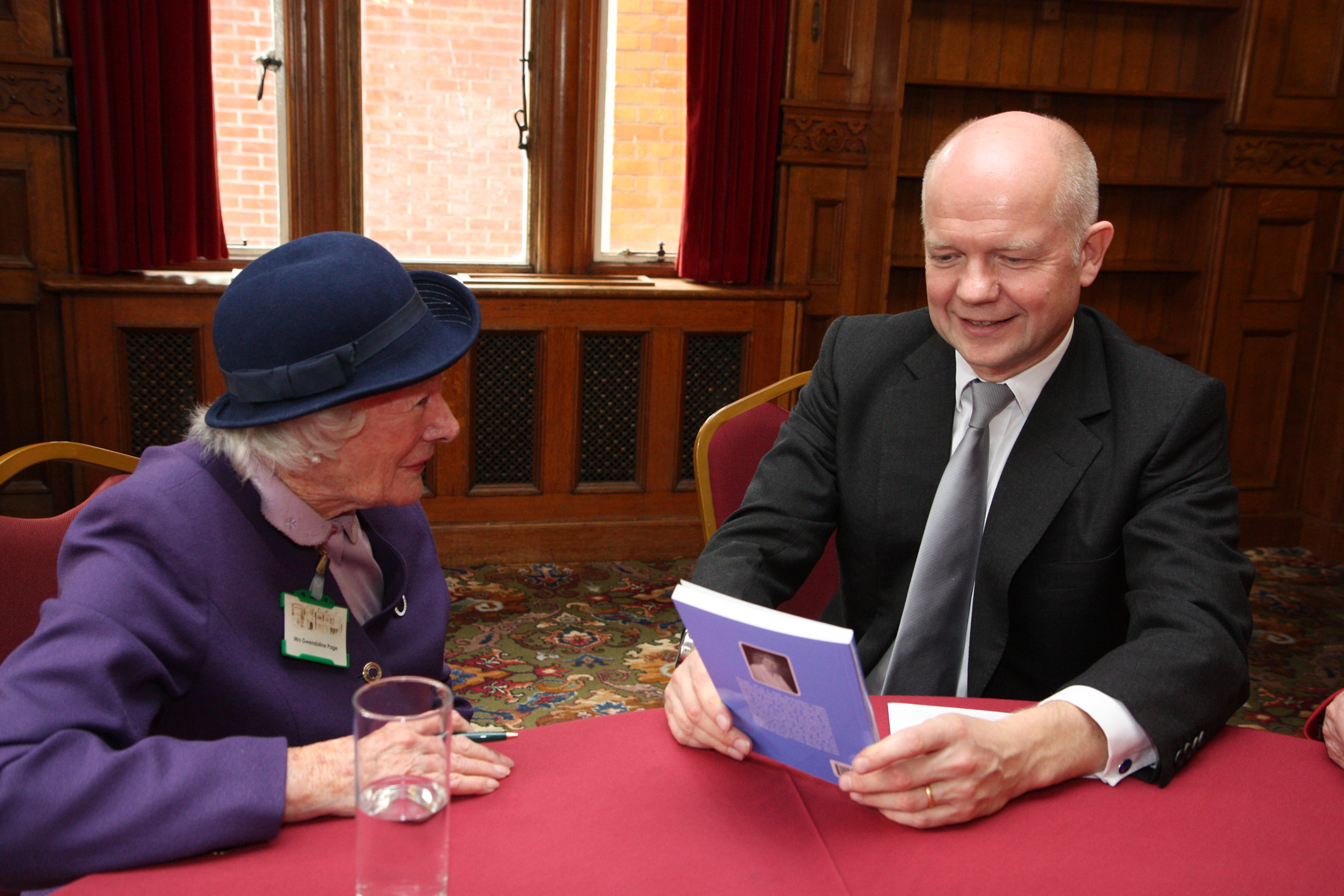
Gwendoline Page überreicht ein Exemplar von They Listened in Secret dem damaligen britischen Außenminister William Hague (18. Oktober 2012).

Gwendoline Acason (* ca. 1925 vermutlich in Folkestone), nach ihrer Heirat Gwendoline Page, war als Mitarbeiterin des Women’s Royal Naval Service (WRNS) eine der Frauen in Bletchley Park, die mit ihrer kriegswichtigen Arbeit dazu beitrugen, den verschlüsselten deutschen und japanischen Nachrichtenverkehr erfolgreich zu entziffern. Sie leistete damit einen wesentlichen Beitrag zu den britischen Kriegsanstrengungen.

## Leben
Gwendoline wuchs in Borehamwood (Grafschaft Hertfordshire) auf, nachdem ihre Familie 1928 dorthin gezogen war. Ihr Vater, Raymond Acason, führte in der Shenley Road, direkt gegenüber den Elstree Studios, einen Zeitungsladen. Sie berichtet: „Man nannte ihn The Library [„Die Bibliothek“], aber die meisten Leute nannten es Acason’s. Ich war ungefähr drei Jahre alt, als wir von Folkestone nach Borehamwood zogen.“ (Zitat im Original: It was called The Library, but most people called it Acason's. I was about three years old when we moved from Folkestone to Borehamwood.) Zu der Zeit konnten die dort arbeitenden Filmstars sich noch ungehindert in der Öffentlichkeit bewegen und kamen oft zum Laden ihres Vaters, um Zeitschriften oder Zigaretten zu kaufen.
Als Gwendoline vierzehn Jahre alt war, brach der Zweite Weltkrieg aus. Nachdem sie mit sechzehn die Schule verlassen hatte, die zu der Zeit unter häufigen Bombenangriffen durch die deutsche Luftwaffe litt, bewarb sie sich ein Jahr später bei den Wrens (deutsch etwa „Königlicher Marinedienst der Frauen“). Wenig später kam sie nach Bletchley Park (B.P.), der fünfzig Kilometer nordwestlich von Borehamwood gelegenen damals hochgeheimen militärischen Dienststelle, in der der feindliche Nachrichtenverkehr entziffert wurde.
Davon wusste sie damals natürlich nichts, als sie im April 1944 in B.P. mit ihrer Arbeit begann. Sie wurde in den Block A, den Marinenachrichtendienst, abgestellt und musste zunächst U-Boot-Funksprüche sortieren und kategorisieren. Nach dem VE-Day und der bedingungslosen Kapitulation der Wehrmacht, wurde sie in die japanische Sektion versetzt.
Nach dem Krieg ging es für sie nach Colombo ins damalige Ceylon. Sie wurde zur Leading Wren befördert und dem Sub-Lieutenant Harry Page unterstellt. Sie blieb bis Dezember 1945, nachdem sie dort den VJ-Day erlebt hatte, also die Kapitulation Japans am 2. September 1945. Den anschließenden Jahreswechsel verbrachte sie auf Hoher See. Im Januar war sie wieder zu Hause. Im selben Jahr im September 1946 wurde sie die Ehefrau von Harry Page und blieb es für die nächsten sechzig Jahre.
Über ihre geheimen Arbeiten bewahrte sie jahrzehntelang Stillschweigen. Noch nicht einmal ihre Familie wusste, was sie im Krieg geleistet hatte. Erst viel später, sie war inzwischen Schriftstellerin und verfasste eine Reihe von Büchern, konnte sie auch über die Arbeit in Bletchley Park schreiben.

## Schriften (Auswahl)
- They Listened in Secret. George R Reeve Ltd 2003, ISBN 978-0900616716
- We Kept the Secret – Enigma Memories. George R Reeve Ltd 2002, ISBN 978-0900616655